# Dedilhado
Digitação ou dedilhado é a disposição dos dedos e mãos de um instrumentista ao tocar um instrumento musical.

## Instrumentos de sopro
Em muitos sopros, as chaves ou válvulas devem ser acionadas em combinações específicas, de modo a viabilizar a obtenção de uma nota. Neles, chamamos de digitação a combinação específica (quando dizemos, por exemplo, a digitação da nota x no instrumento tal) ou ainda ao conjuto de todas essas combinações (quando dizemos a digitação de tal instrumento).
É possível a um instrumento de sopro ter mais de uma digitação para uma mesma nota, todos, contudo, contam com uma digitação padrão, sendo que as demais combinações são chamadas digitações alternativas (em inglês: bis key).
Obs.: No trombone de vara não se fala em digitação, mas em posição, já que não há combinações, mas apenas o deslizamento da vara.

## Instrumentos de cordas e teclado
Nos instrumentos de corda e teclados, a digitação é determinada não singularmente pela nota a ser tocada, mas pela escolha da maneira mais orgânica para a interpretação do instrumentista, uma vez que há várias posições dos dedos para se obter a mesma nota ou acorde, sendo uma delas mais adequada à passagem melódica/harmônica em execução.

## Notação da digitação
O sistema de notação musical ocidental prevê símbolos específicos para representar na partitura a digitação das cordas e teclados. São números e letras que, escritos acima, abaixo ou ao lado das figuras, indicam que dedo de que mão deve atuar em cada nota.

### Cordas
Os dedos da mão direita são indicados universalmente com as letras:
- P - Polegar
- I - Indicador
- M - Médio
- A - Anular
- E - Mínimo

Os dedos da mão esquerda são indicados universalmente com números de 1 a 4.

### Teclados
Nos teclados, como há uma pauta para cada mão, a numeração é igual para ambas:
1 - Polegar
2 - Indicador
3 - Médio
4 - Anular
5 - Mínimo